# Mulhacén
Mulhacén (3478,6 m n.p.m.) – szczyt w południowej części Hiszpanii w paśmie Sierra Nevada w Górach Betyckich. Zbudowany ze skał metamorficznych i osadowych. Zbocza przekształcone w wyniku procesów glacjalnych. Południowe stoki łagodne, na północ szczyt opada 500-metrową ścianą.
Najwyższy szczyt kontynentalnej części Hiszpanii i Półwyspu Iberyjskiego. 
W pobliżu szczytu znajduje się najwyżej położona droga Europy (najwyższy punkt 3380 m n.p.m.) prowadząca niemal na wierzchołek szczytu Veleta (3398 m n.p.m.).
Mulhacén należy do Korony Europy.